# Identificazione a soppressione alternata
L'Identificazione a soppressione alternata (ISA) fu una proposta di sistema di trasmissione televisiva a colori messa a punto dalla società Indesit in collaborazione con la SEIMART. Il sistema fu proposto alla RAI nel 1972, in una fase in cui non era stato ancora scelto ufficialmente il sistema di trasmissione a colori da adottare e l'alternativa era tra il tedesco PAL (preferito dalla maggioranza dei soci dell'Unione europea di radiodiffusione, allora Eurovisione, e sponsorizzato dal governo tedesco) e il SÉCAM (caldeggiato dal governo francese).
Il sistema ISA si proponeva, nelle parole del responsabile SEIMART Dottor Ballabeni, come terza soluzione, di produzione completamente nazionale, che avrebbe potuto risolvere il problema della scelta. Tuttavia, pur presentando caratteristiche tecniche e qualitative molto interessanti, il sistema italiano arrivò troppo tardi, inoltre la sua eventuale adozione avrebbe avuto conseguenze politiche ed economiche pesanti.
Il sistema ISA venne quindi definitivamente abbandonato quando, nel 1975, venne adottato il sistema PAL.